# Xã Goshen, Quận Auglaize, Ohio
Xã Goshen (tiếng Anh: Goshen Township) là một xã thuộc quận Auglaize, tiểu bang Ohio, Hoa Kỳ. Năm 2010, dân số của xã này là 529 người.